# Hove
Hove és un municipi belga de la província d'Anvers a la regió de Flandes. Limita al nord amb Mortsel, a l'oest amb Edegem, a l'est amb Boechout, al sud-oest amb Kontich i al sud-est amb Lint.

## Evolució de la població

### Seglexix
| Any      | 1806 | 1816 | 1830 | 1846 | 1856 | 1866 | 1876 | 1880 | 1890 |
| -------- | ---- | ---- | ---- | ---- | ---- | ---- | ---- | ---- | ---- |
| Població | 543  | 537  | 566  | 622  | 658  | 667  | 716  | 764  | 933  |
|          |      |      |      |      |      |      |      |      |      |

### Segle XX (fins a 1976)
| Any      | 1900 | 1910 | 1920 | 1930 | 1947 | 1961 | 1970 | 1976 |  |
| -------- | ---- | ---- | ---- | ---- | ---- | ---- | ---- | ---- |  |
| Població | 1263 | 1844 | 2112 | 2898 | 3620 | 5697 | 6531 | 6680 |  |
|          |      |      |      |      |      |      |      |      |  |

### 1977 ençà
| Any       | 1977 | 1980 | 1985 | 1990 | 1995 | 2000 | 2005 | 2006 |
| --------- | ---- | ---- | ---- | ---- | ---- | ---- | ---- | ---- |
| Població  | 6680 | 6965 | 7461 | 7962 | 8186 | 8306 | 8177 | 8306 |
| Font: NIS |      |      |      |      |      |      |      |      |